# Imbarco a mezzanotte
 Imbarco a mezzanotte  (Stranger on the Prowl) è un film drammatico del 1952, diretto da Joseph Losey, tratto dal racconto La bouteille de lait dello scrittore ebreo francese Noël Calef.

## Trama
In un porto italiano, un uomo si imbarca clandestino nella stiva d'una nave, ma è scoperto e scende a terra affamato: vaga nella città e ruba in una latteria. La esercente lo sorprende e l'uomo la soffoca. Poi fugge insieme a un ragazzo, che - prima di lui - aveva rubato una bottiglia di latte nello stesso negozio (da qui il titolo del romanzo “La bouteille de lait”, da cui è tratto il film).
Insieme entrano in una casa, ma la polizia la circonda. Allora salgono sul tetto: il ragazzo sente chiamare “assassino” l'uomo e perciò si stacca da lui, ma mette un piede in fallo e resta in bilico sul cornicione. L'uomo potrebbe fuggire sui tetti, ma preferisce salvare il ragazzo, anche se poi è colpito da un poliziotto e precipita sulla strada.

## Produzione
Il film è prodotto da La Riviera Film per la United Artists ed è girato in lingua inglese nel 1951. Luoghi delle riprese per gli esterni: Taranto, Livorno e Pisa. Interni agli studi Pisorno di Tirrenia.

## Distribuzione
Il film ha avuto successo internazionale. Distribuito nei paesi di lingua inglese con il montaggio rifatto, con tagli per circa 20': (in Gran Bretagna con il titolo "Encounter"). In Italia il film è proiettato nel 1954 con prima in data 20 agosto. La distribuzione avviene anche in Svezia, Stati Uniti, Finlandia, Danimarca, Austria, Germania.
Nel 1997 il film entrò a far parte del progetto "Cento film da salvare" (su iniziativa della Presidenza del Consiglio dei Ministri, con il contributo dei Comuni italiani) e fu "adottato" dai Comuni di Pisa e di Livorno che pagarono circa 77milioni di lire per il restauro della pellicola, presentata poi (in versione totalmente restaurata) alla Mostra d'arte cinematografica di Venezia nel 1998.

## Critica
“Losey cava un film sbilenco tra intenzioni moralistiche, struttura da thriller, influenze del neorealismo italiano, evidenti a livello scenografico (luci di Henri Alekan) e rapporto metaforico padre/figlio che, comunque, vale più della sua cattiva fama.”

## Problematiche politiche
Il film è girato nel periodo in cui negli Stati Uniti opera una commissione d'inchiesta con l'incarico di eliminare i comunisti che operano nell'industria cinematografica.
Il Commissione per le attività antiamericane, the House Committee on Un-American Activities (HUAC) della Camera dei Rappresentanti, indaga anche sul regista Joseph Losey e sullo sceneggiatore Ben Barzman, entrambi allievi di Bertolt Brecht, finiti sulla lista nera per le loro simpatie comuniste.
Di fatto Andrea Forzano collabora alla sceneggiatura e alla regia, ma viene indicato come unico regista del film nella versione Usa, perché Losey opera in clandestinità e sotto falso nome.